# Tetracona
Tetracona là một chi bướm đêm thuộc họ Crambidae.:307

## Các loài
- Tetracona amathealis (Walker, 1859) (synonym Pyralis ornatalis Walker, 1866)
- Tetracona multispina Jie & Li in Jie et al. 2020[4]
- Tetracona pictalis Warren, 1896